# Sergei Vasilievich Lukyanenko
Sergei Vasilievich Lukyanenko (Сергей Лукьяненко, sinh ngày 11 tháng 4 năm 1968 tại Kazakhstan) là nhà văn khoa học giả tưởng Nga. Tác giả tiểu thuyết "Tuần tra đêm" (Nochnoy dozor), một tiểu thuyết ăn khách đã dựng thành phim năm 2004.
Gần đây, các tác phẩm của anh đã được chuyển thể thành các bộ phim, và anh đã viết kịch bản. Ông cũng là một blogger, lưu giữ một blog tại LiveJournal, [1] và gửi cả thông tin cá nhân và công cộng hoặc đoạn trích của một cuốn sách đang được tiến hành. Blog đầu tiên của ông đã bị ngưng vào ngày 11 tháng 7 năm 2008 sau khi mâu thuẫn với độc giả về vấn đề nhận con nuôi ở nước ngoài (của Mỹ) đối với trê em Nga. Ông bắt đầu một blog khác vài ngày sau đó, hứa hẹn chính sách kiểm duyệt chặt chẽ hơn.

## Tiểu sử
Lukyanenko sinh ra ở Karatau, Kazakhstan, sau đó là một phần của Liên Xô, với một người cha Nga-Ucraina và một người mẹ Tatar. Sau khi tốt nghiệp, ông chuyển đến Alma-Ata, và nhập học tại Viện Y tế Nhà nước Alma-Ata vào năm 1986 chuyên về trị liệu tâm lý. Sau khi tốt nghiệp năm 1992, ông làm việc tại một bệnh viện ở Alma-Ata, chuyên về tâm thần học ở trẻ em, nhưng ngay lập tức đã từ bỏ việc thực hành của mình, vì tiền y bác sĩ của Liên Xô đã giảm mạnh, khiến hầu như không thể hỗ trợ một gia đình. Anh ấy đã bắt đầu viết như một sinh viên, và vừa bắt đầu kiếm tiền từ nó. Trong thời gian này, ông trở thành một thành viên tích cực trong cộng đồng người Nga, thăm các công ước và tham dự các cuộc hội thảo khắp Liên bang Xô viết.
Năm 1993, ông được bổ nhiệm làm phó biên tập tại một tạp chí khoa học viễn tưởng địa phương, nơi ông làm việc cho đến năm 1996. Đây là một trong những giai đoạn khó khăn nhất của cuộc đời Sergei, khi gia đình ông gặp khó khăn. Anh ta thường cho rằng những âm hưởng của âm nhạc của anh ta khá nặng nề đến những khó khăn về tài chính và cá nhân. Tuy nhiên, vào giữa những năm 90, tình hình đã được cải thiện rõ rệt, nhưng ngay sau đó, sự nổi tiếng ngày càng gia tăng của ông với tư cách là một nhà văn đã khiến Nga ngày càng trở nên nặng nề. Vì vậy, năm 1996 Lukyanenko chuyển đến Moscow, nơi ông hiện đang cư trú.